# NGC 2106
NGC 2106 (другие обозначения — ESO 555-3, MCG -4-14-40, PGC 17975) — линзообразная галактика (SB0) в созвездии Заяц.
Этот объект входит в число перечисленных в оригинальной редакции «Нового общего каталога».